# B세포 전림프구성 백혈병
B세포 전림프구성 백혈병(B-cell prolymphocytic leukemia) 또는 B-PLL은 희귀 혈액암이다. 이는 보다 공격적이지만 여전히 치료가 가능한 백혈병 형태이다.
구체적으로 B-PLL은 말초혈액, 골수 및 비장에 있는 전구림프구(B림프구와 T림프구의 미성숙 형태)에 영향을 미치는 전림프구성 백혈병(PLL)이다. 이는 치료에 대한 반응이 좋지 않은 공격적인 암이다.
성숙한 림프구는 감염과 싸우는 면역 체계 세포이다. B-림프구는 두 가지 일을 한다:
1. 항체 생성 - B림프구는 항원에 반응하여 식세포를 식별하고 제거하는 데 도움을 주기 위해 이물질에 특이적인 항체를 생성하고 방출한다.
2. 기억 세포 생성 - 항체와 항원 사이의 상호 작용을 통해 B 림프구는 세포 기억, 즉 신체가 이전에 접했던 것에 더 빠르고 효율적으로 반응할 수 있게 하는 면역으로 알려져 있다.